# NGC 5596
NGC 5596 (другие обозначения — UGC 9208, KUG 1420+373, MCG 6-32-10, ZWG 192.7, MK 470, NPM1G +37.0433, PGC 51355) — линзообразная галактика (S0) в созвездии Волопас.
В галактике наблюдается повышенное ультрафиолетовое излучение, и потому её относят к галактикам Маркаряна. Причиной является всплеск звездообразования из-за взаимодействия с соседними галактиками.
Этот объект входит в число перечисленных в оригинальной редакции «Нового общего каталога».